# Das RapDeutschlandKettensägenMassaker
Das RapDeutschlandKettensägenMassaker ist das erste Studioalbum der Berliner Hip-Hop-Formation K.I.Z. Es erschien am 9. Mai 2005 über das Independent-Label Royal Bunker.

## Inhalt
Die Themen der Songs zeichnen sich durch den K.I.Z-typischen Stil aus. Viele Texte sind provokant und sexistisch. Weitere Stilmittel sind Übertreibungen, Ironie und Sarkasmus.

## Produktion
Die Beats des Albums wurden von mehreren unbekannteren Produzenten geschaffen. Robotnik steuerte die Produktionen zu In der Nacht, Alles Schlampen außer Mutti, Schweinehaxxxen und Schlafmittel bei. Die Beats von Autofokus, Tekknohurensohn und Outro produzierte Grzegorz, während 24 Karat für das Intro und Tanz verantwortlich ist. Meatlove produzierte die Stücke Das Rapdeutschlandkettensägenmassaker und Karate. Außerdem sind J.Baraccus (Hurensohn) und Anatol (Pferderücken) mit je einer Produktion beteiligt. Die Musik in Nagellackentfernerfotze stammt aus einer Szene des Films Das Dschungelbuch, weswegen im Booklet scherzhaft Mogli als Produzent des Beats genannt wird.

## Covergestaltung
Das Albumcover zeigt die Figur Leatherface aus dem Film Texas Chain Saw Massacre mit einer Kettensäge und dahinter ein Loch in Form der Umrisse Deutschlands in einer Mauer. Links oben befindet sich der Schriftzug K.I.Z und im unteren Teil des Bildes steht Das Rap Deutschland Kettensägen Massaker.

## Gastbeiträge
Neben den drei Hauptakteuren sind auf zwei Songs des Albums andere Künstler zu hören. Drama Kuba und Kannibal Rob haben Gaststrophen auf Das Rapdeutschlandkettensägenmassaker, während Spleen bei In der Nacht in Erscheinung tritt.

## Titelliste
| #  | Titel                                 | Gastmusiker              | Produzent  | Länge |
| -- | ------------------------------------- | ------------------------ | ---------- | ----- |
| 1  | Intro                                 |                          | 24 Karat   | 1:33  |
| 2  | Das Rapdeutschlandkettensägenmassaker | DramaKuba & Kannibal Rob | Meatlove   | 3:45  |
| 3  | Hurensohn                             |                          | J.Baraccus | 4:04  |
| 4  | Der Flavour (Skit)                    |                          |            | 0:35  |
| 5  | In der Nacht                          | Spleen                   | Robotnik   | 3:41  |
| 6  | Alles Schlampen außer Mutti           |                          | Robotnik   | 3:47  |
| 7  | Tanz                                  |                          | 24 Karat   | 3:40  |
| 8  | Kurth (Skit)                          |                          |            | 0:10  |
| 9  | Autofokus                             |                          | Grzegorz   | 3:53  |
| 10 | Karate                                |                          | Meatlove   | 2:19  |
| 11 | Nagellackentfernerfotze               |                          |            | 1:05  |
| 12 | Halbzeit (Skit)                       |                          |            | 0:12  |
| 13 | Schweinehaxxxen                       |                          | Robotnik   | 2:35  |
| 14 | Pferderücken                          |                          | Anatol     | 4:12  |
| 15 | Das Game (Skit)                       |                          |            | 0:26  |
| 16 | Schlafmittel                          |                          | Robotnik   | 3:35  |
| 17 | Ich nehm alles (Skit)                 |                          |            | 0:39  |
| 18 | Tekknohurensohn                       |                          | Grzegorz   | 2:10  |
| 19 | Outro                                 |                          | Grzegorz   | 2:33  |
| 20 | Raus aus der Stadt (Hidden Track)     | Reko MC                  |            | 3:38  |

## Informationen zu einzelnen Liedern
Tanz
Dieser Song ist der einzige des Albums, zu dem ein Video gedreht wurde. Die Textzeile „Ich komm mit zu jedem Stress und mach Party ohne Grund“ ist eine Reminiszenz an den Song Carlo, Cokxxx, Nutten vom gleichnamigen Album der Berliner Gangsta-Rapper Sonny Black und Frank White, in dem es heißt „Ich komm auf die Party und mach Stress ohne Grund.“ Die dritte Strophe des Liedes ist von Maxim auf Französisch gerappt, was auf dessen französische Wurzeln hinweist.